# Miodopijek rdzawoszyi
Miodopijek rdzawoszyi (Acanthorhynchus superciliosus) – gatunek małego, barwnego ptaka z rodziny miodojadów (Meliphagidae). Występuje w południowo-zachodniej części Australii Zachodniej. Nie jest zagrożony. Brak podgatunków.

## Morfologia
Wygląd: Występuje dymorfizm płciowy. Ma długi, zakrzywiony, czarny dziób. Samica ma kasztanowate gardło i niżej oraz rudy kark, poza tym głowę ma szarą. Samiec ma rude gardło, kark i szyję. Wierzch głowy ma szary, niżej jest biały pasek oczny, czarna przepaska i znów biały pasek. Gardło od jasnokremowego brzucha oddzielają biały i czarny pasek. Skrzydła i ogon są ciemnoszare. W zgięciu skrzydeł jest biały brzeg.
Wymiary:
- długość ciała: 13–15 cm
- rozpiętość skrzydeł: 18 cm
- masa ciała: 11 g

## Ekologia i zachowanie
Biotop: Wrzosowiska oraz zadrzewienia.
Zachowanie: Przyłącza się do innych miodojadów.
Głos: Przenikliwe „kliit-kliit”, piosenka jest fletowymi gwizdami.
Pokarm: Niektóre bezkręgowce i nektar.
Lęgi: Gniazdo to mała miseczka z pajęczyn i włókien kory. Mieści się w niskim krzewie. Składa 1–2 jaja wysiadywane przez samicę. Wyprowadza jeden lęg. Pisklęta potrafią latać po co najmniej 15 dniach.

## Status
IUCN uznaje miodopijka rdzawoszyjego za gatunek najmniejszej troski (LC, Least Concern) nieprzerwanie od 1988 roku. Liczebność populacji nie została oszacowana, ale ptak ten opisywany jest jako pospolity. Trend liczebności populacji uznawany jest za spadkowy.